# Pierre Bulliard
Jean Baptiste François Pierre Bulliard (n. 24 noiembrie 1752, Aubepierre-sur-Aube, Champagne-Ardenne, Franța – d. 29 septembrie 1793, Paris, Prima Republică Franceză) a fost un botanist, micolog, anatom, fizician precum gravor și acuarelist francez care a reunit talentele unui artist cu cele ale savantului. Abrevierea numelui său în cărți științifice este Bull..

## Biografie

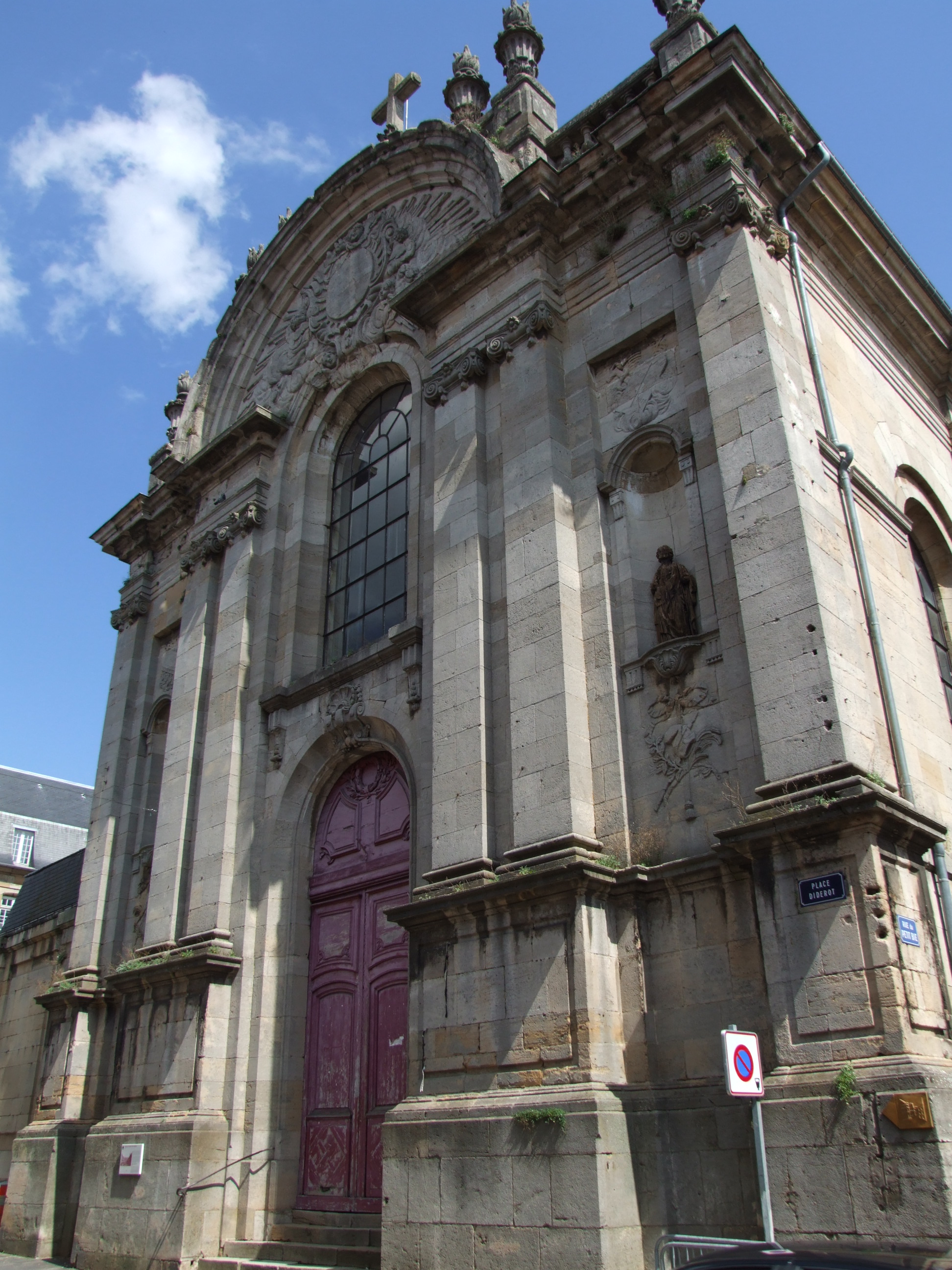
Fostul colegiu iezuit la Langres

### Botanist, ilustrator și medic

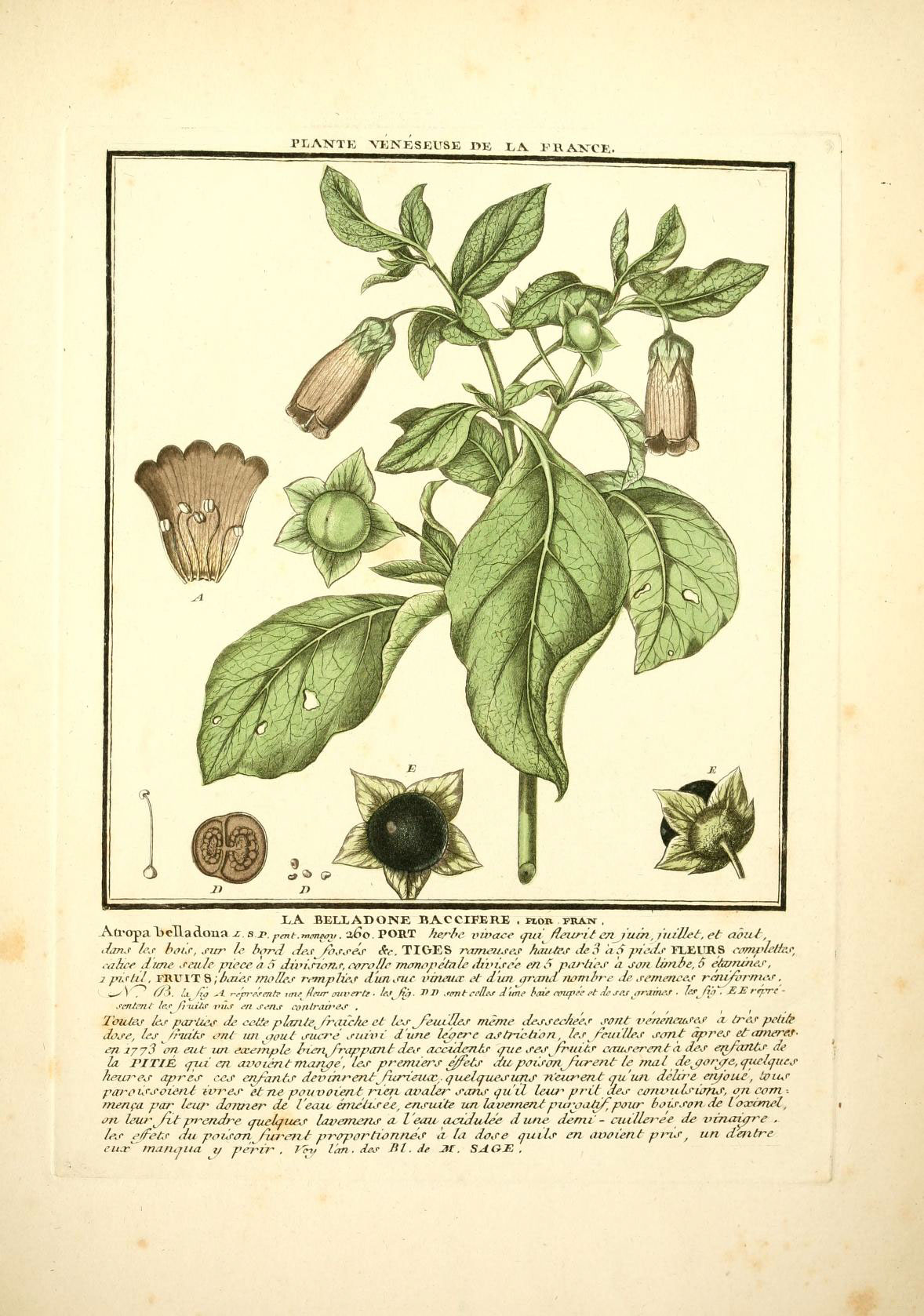
Bulliard - Beladona

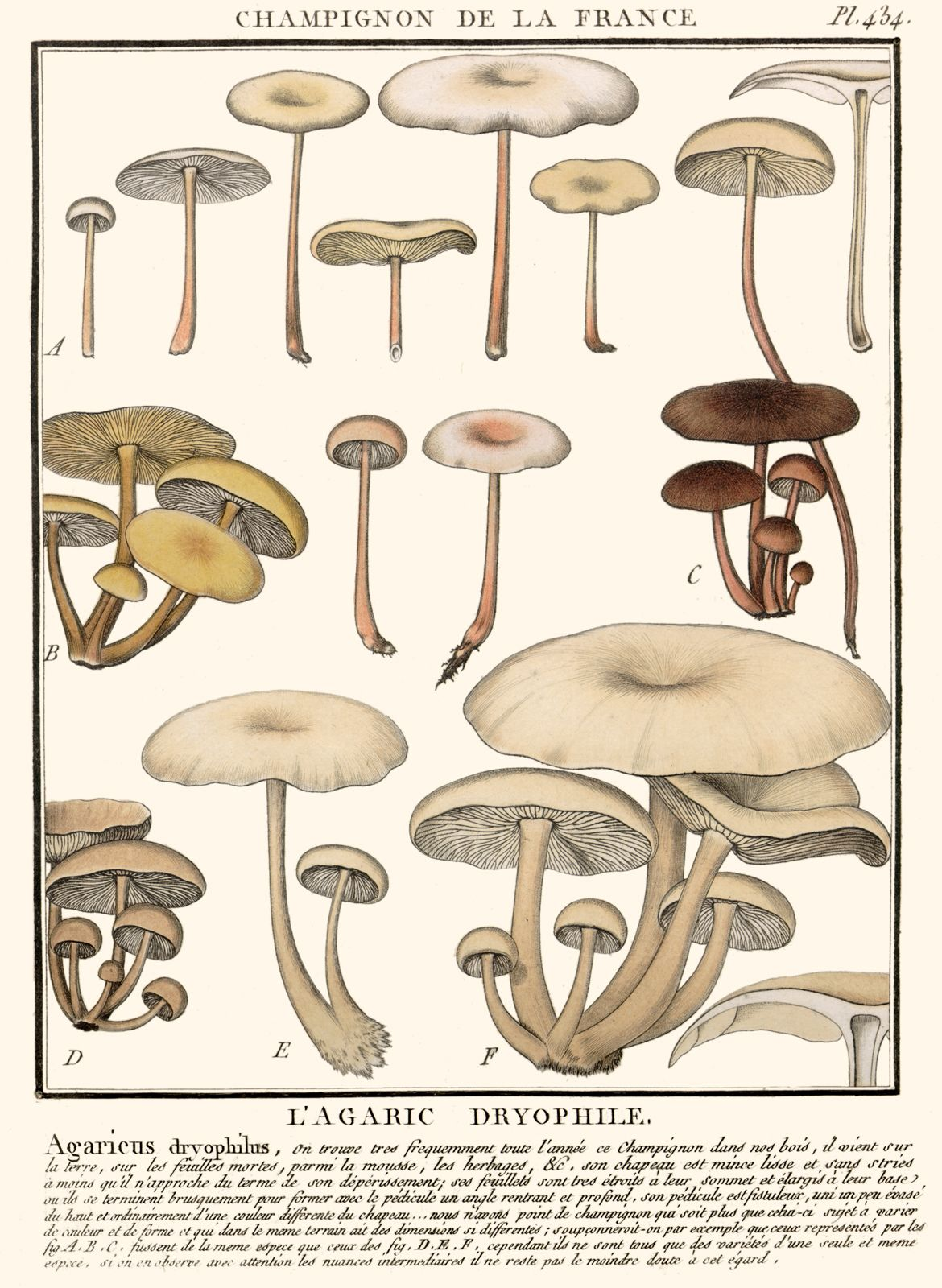
Bulliard - Agaricus dryophilus

Bulliard a fost cel mai tânăr dintr-o familie cu 13 copii, devenind devreme orfan. Totuși a fost făcut posibil să absolve colegiul iezuit la Langres. La vârsta de 15 ani, Pierre a compus un ierbar atrăgător și pasiunea sa pentru vânătoare a condus la o colecție largă de păsări împăiate. Profesorii săi au observat briliantul elev și i-au oferit un serviciu la abatele de Clairvaux care i-a dat posibilitatea să se ocupe cu științele naturale. În 1775, cu ajutorul starețului, a început să studieze anatomia, botanica și desenul la Paris. El a învățat tehnica de gravură la faimosul François-Nicolas Martinet⁠(fr)[traduceți]. Bulliard a trecut o școală bună, devenind un maestru de gravură și acuarelă. Mărturire dau cele 640 de plăți, privind flora pariziană respectiv plantele care cresc aproape de Paris, cu diferite denumiri, clase, ordine, și genuri care li se potrivesc, aranjate în funcție după metoda lui Carl von Linné care sunt cuprinse în cele șase volume editate de Pierre François Didot între 1776 și 1783. Plăcile gravate și colorate de mână sunt capodopere ale subtilității, delectației și atenției la detalii care demonstrează stăpânirea materiei și îndemânarea artistului. Conținutul cărții deține locația în clasament, detalii de piese caracteristice, calități și proprietăți precum utilizarea plantelor. Într-adevăr, Bulliard s-a străduit să publice în domeniul operelor botanice, accesibile cititorului educat, o lucrare științifică impecabilă. Mai departe savantul a deschis o practică medicală la Clairvaux.

### Micologul

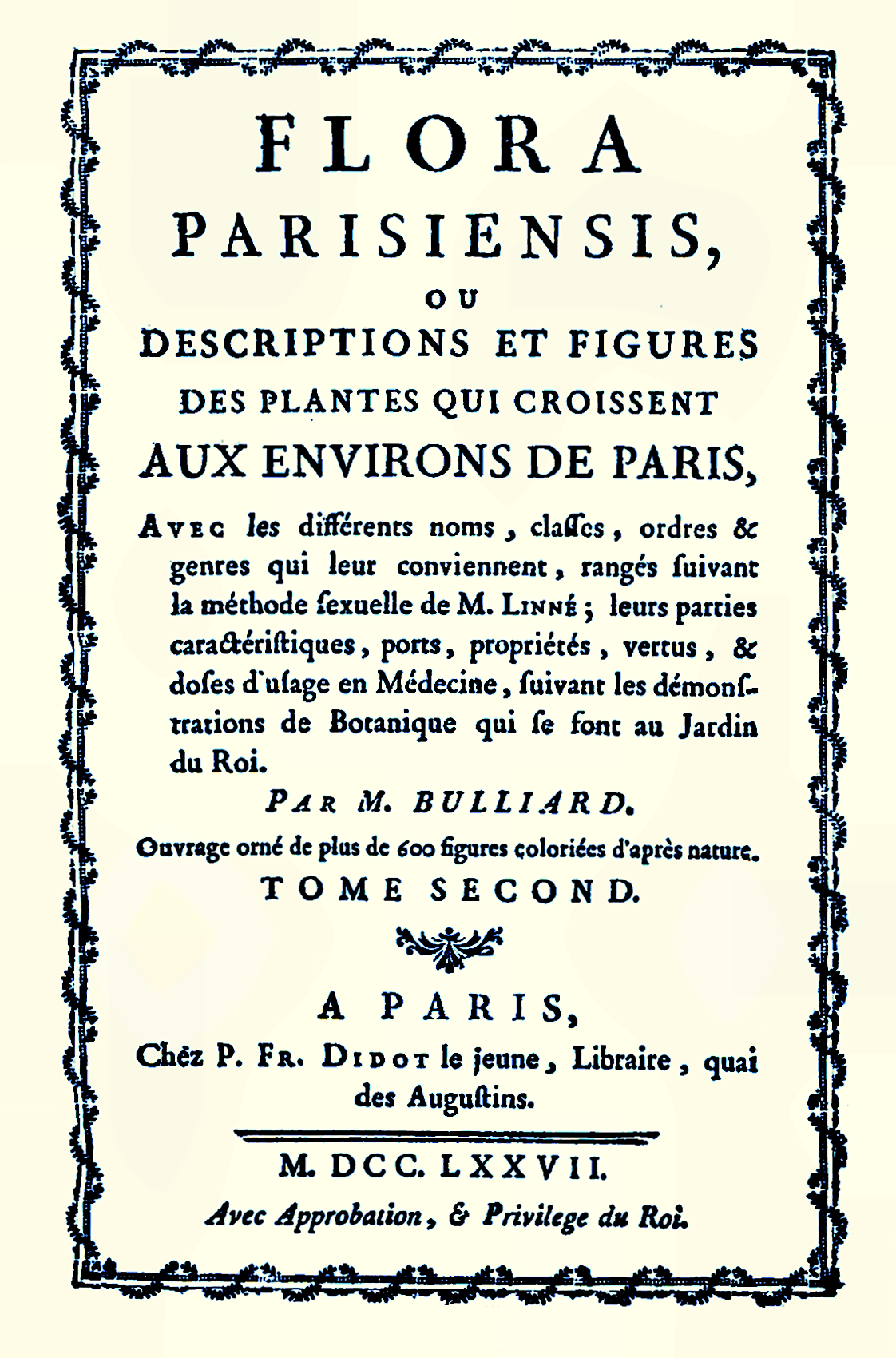
Bulliard: Flora parisiensis

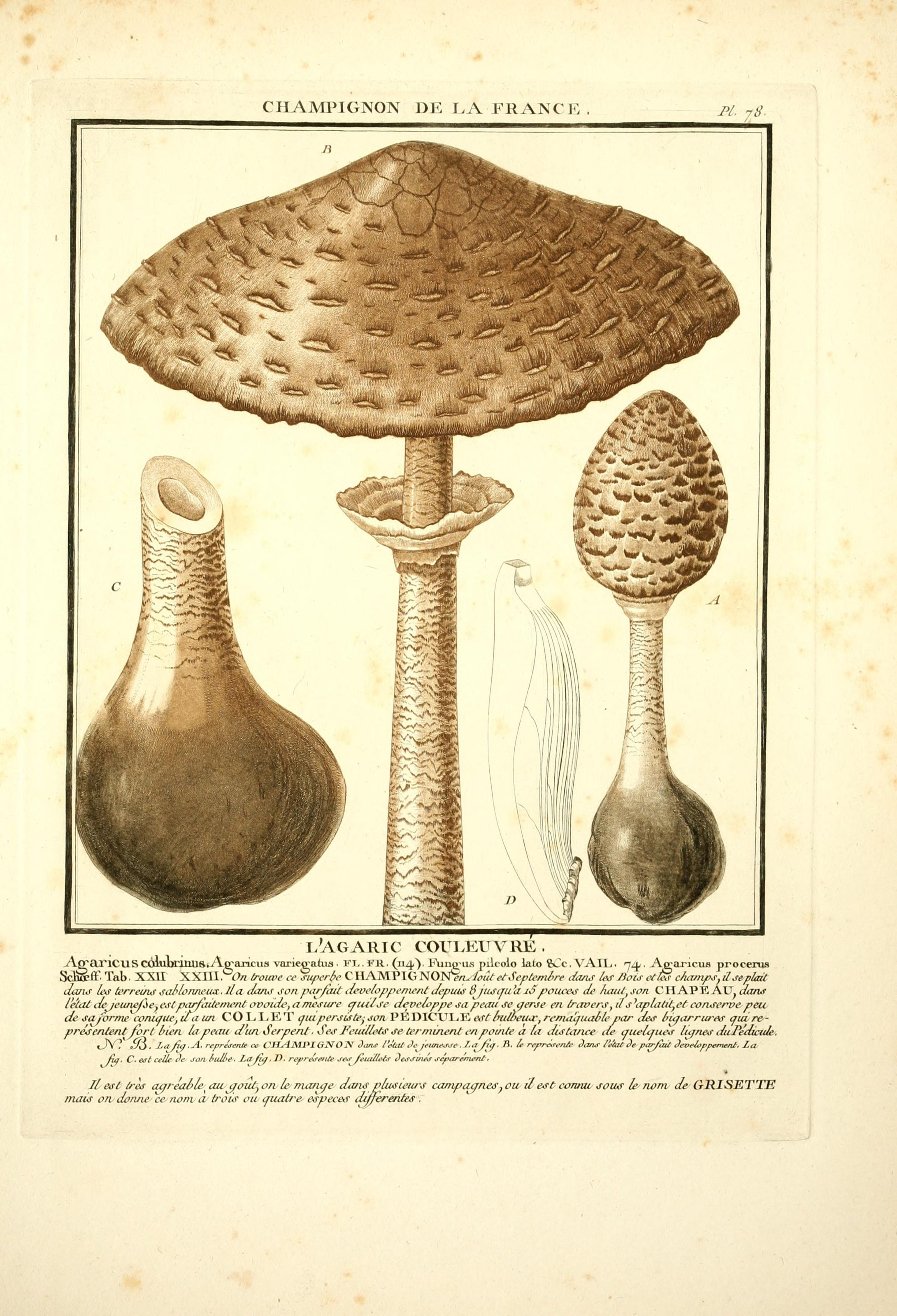
Bulliard - Agaricus clypeolarius

Bulliard nu a efectuat mai mari cunoștințe noi în botanică, cu excepția  tratatului său privind micologia, unde a descris numeroase specii noi. Lucrarea cea mai remarcabilă din punct de vedere științific în acest domeniu a fost Histoire des plantes vénéneuses et suspectes de la France (Istoria de plante otrăvitoare și suspecte ale Franței), reeditată între anii 1791-1812,  sub titlul Histoire des champignons de la France (Istoria ciupercilor Franței), conținând 400 de ilustrații de bureți de înaltă calitate și fiind una din primele lucrări de referință în micologie. El este descoperitorul multor celor mai cunoscute ciuperci ale noastre, inclusiv celui mai popular între ele, Boletus edulis precum al „fratelui” său, amăruiul Tylopilus felleus.
Despre decesul savantului - primul micolog care a purtat o poreclă (surnumea: Pierre) - unii presupun, că ar fi fost executat în Revoluția franceză, ce pare incorect, cum scrie Scott Alan Redhead (n. 1950) care pretinde, Bulliard ar fi murit într-un accident de vânătoare. Heinrich Dörfelt și Heike Heklau constată în cartea lor din 1998 „Istoria micologiei”, că moartea sa timpurie rămâne un misteriu.

## Specii denumite în onoarea lui Bulliard
- Cortinarius bulliardi (Pers.:Wünsche) Ricken (1915)

## Genuri și specii de bureți descrise de Bulliard (selecție)
Aici bureții descriși de marele savant:

### Genuri
- Auricularia Bulliard ex Mérat
- Fistulina Bulliard ex Fr.
- Hypoxylon Bulliard ex Fr.

### Specii
| - Agaricus bulbosus Bull. - Agaricus cantharelloides Bull. - Agaricus crustuliniformis (Bull.) Quél. - Agaricus geophyllus (Bull.) P.Kumm. - Agaricus picaceus (Bull.) Redhead, Vilgalys & Moncalvo - Agaricus sulphureus Bull ex P.Kumm. - Abortiporus biennis (Bull. ex Fr.) Sing. - Agrocybe semiorbicularis (Bull. ex St.-Amans) Fayod - Amanita ovoidea Bull. ex Link - Amanita vaginata (Bull.) Lam. - Amanita verna Bull. ex Fr. - Asterophora lycoperdoides (Bull. ex Mérat) Ditmar ex Fr. - Asterophora parasitica (Bull. ex Fr.) Singer - Bolbitius titubans (Bull.) Fr. - Boletus aurantiacus (Bull.) Gray - Boletus chrysenteron (Bull.) Šutara - Boletus aereus Bull. - Boletus castaneus (Bull.) Quél. - Boletus edulis Bull. ex Fr. - Boletus rubreolarius (Bull.) - Boletus parasiticus Bull. ex Fr. - Cerrena unicolor (Bull. ex Fr.) Murrill - Chalciporus piperatus (Bull.) Bataille - Clavulina amethystina (Bull.) Donk - Clavulina cinerea (Bull.) J.Schröt. - Clavulina rugosa (Bull.) J.Schröt. - Clitocybe odora (Bull.) P.Kumm. - Collybia tuberosa (Bull. ex Fr.) P.Kumm. - Collybia sensu lato butyracea (Bull. ex Fr.) P.Kumm. - Collybia sensu lato dryophila (Bull. ex Fr.) P.Kumm. - Coprinellus micaceus (Bull. ex Fr.) Vilgalys - Coprinopsis atramentaria (Bull. ex Fr.) Redhead - Cortinarius mucosus (\|Bull., 1792) J. Kickx f. (1867) - Entoloma sericeum (Bull.) Quél. - Exidia glandulosa Bull. ex Fr. - Fistulina buglossoides Bull. - Gymnopus dryophilus (Bull. ex P.Kumm.) Murrill - Gymnopus fusipes (Bull.) Gray - Gyroporus cyanescens (Bull.) Quél. - Hebeloma crustuliniforme (Bull.) Quél. - Helvella elastica Bull. | valign="top" - Hericium ramosum (Bull. ex Métrod) Letellier - Hohenbuehlia petaloides (Bull. ex Fr.) Schulzer - Hydrocybe helvola Bull. - Hygrophorus eburneus (Bull. ex Fr.) - Hypsiszygus tessulatus (Bull. ex Fries) Singer - Inocybe lanuginosa (Bull.) P.Kumm. - Inocybe rimosa (Bull. ex Fr.) P.Kumm. - Lacrymaria lacrymabunda (Bull.) Pat. - Lactarius azonites (Bull.) Fr. - Lactarius camphoratus (Bull.) Fr. - Lactarius pyrogalus (Bull.) Fr. - Lactarius zonarius (Bull.) Fr. - Laetiporus sulphureus (Bull.) Murrill - Leccinum aurantiacum (Bull.) Gray - Leccinum scabrum (Bull.) Gray - Lentinus tigrinus (Bull.) Fr. - Lepiota clypeolaria (Bull.) P.Kumm. - Lepista nuda (Bull.) Cooke - Lycoperdon verrucosum Bull. - Lycoperdon utriforme (Bull) - Neohygrocybe ovina ([Bull.) Herink (1958) - Omphalina pyxidata (Bull. ex Fr.) Quél. - Panaeolus campanulatus (Bull. ex Fr.) Quél. - Panellus stipticus (Bull., 1783) P.Karst. (1879) - Peziza vesiculosa Bull. (1790) - Piptoporus betulinus (Bull.) P.Karst. - Pluteus villosus (Bull.) Quél. (1888) - Polyporus elegans Bull. ex Fr. - Psathyrella piluliformis (Bull.) P.D.Orton - Pseudoclitocybe cyathiformis (Bull.) Singer (1956) - Rhodocollybia butyracea (Bull. ex Fr.) J. W. Lennox - Rhodotus palmatus (Bull.) Maire - Rickenella fibula (Bull. ex Fr.) Raithelhuber - Russula sanguinea Bull. ex Fr. - Russula nigricans Bull. ex Fr. - Tricholoma acerbum (Bull.) Quél. (1872) - Tricholoma argyraceum (Bull.) Gillet (1874) - Tricholoma fulvum (Bull.) Bigeard & H.Guill. (1909) - Tuber moschatum (Bull.) Vittad. - Tylopilus felleus (Bull.) Karsten - Volvariella volvacea (Bull. ex Fr.) Singer |

## Lucrări (selecție)
- Flora Parisiensis, ou, Descriptions et figures des plantes qui croissent aux environs de Paris etc., 6 volume, Editura P. Fr. Didot le jeune, Paris 1776-1783
- Herbier de la France ou, Collection complette des plantes indigenes de ce royaume avec leurs propriétés, et leurs usages en medecine, 13 volume, conținând 600 de tablouri colorate, Editura  Didot, Debure, Belin, Paris 1780-93
- Dictionnaire élémentaire de botanique, Editura  P. Fr. Didot le jeune, Paris 1783
- Histoire des plantes vénéneuses et suspectes de la France, 5 volume cu 400 de ilustrații, Editura  P. Fr. Didot le jeune, Paris 1784
- Histoire des champignons de la France, 4 volume, Editura Barrois le jeune, Belin, Croullebois, Bazan, Paris 1791-1798
- Aviceptologie, Editura Constant, Chantpie, Saint-Denis 1796 (postum)